# Februarska vstaja
Februarska vstaja je bil upor proti boljševikom s strani nacionalistične armenske revolucionarne zveze, ki se je začel 13. februarja in je bil končan 2. aprila 1921, ko so Erevan zavzele boljševiške sile. 
Na prelomu iz novembra na december 1920 je boljševiška 11. armada brez boja zasedla Armenijo, likvidirala Demokratično republiko Armenijo in ustanovila Sovjetsko armensko sovjetsko socialistično republiko, formalno neodvisno od Sovjetske Rusije, pravzaprav posredno, a strogo podrejeno Moskvi. Boljševiki so sprva držali obljube, s katerimi so prepričali vlado DRA v predajo, a so kmalu začeli iztrebljati privržence neodvisnosti: vojake DRA, politične aktiviste in inteligenco nasploh. Februarja 1921 je bilo s streljanjem pobitih več poveljnikov, ki so služili v obrambi Armenije proti Turčiji v letih 1918–1920. Na podeželju so boljševiki ukradli hrano.
13. februarja 1921 so armenski begunci iz Turčije, nastanjeni ob vznožju masiva Aragac, prijeli za orožje. Do 17. februarja 1921 so uporniki zavzeli Aštarak, Ečmiadzin, Garni, Hrazdan in številna druga mesta. 18. februarja so zavzeli Erevan in osvobodili politične zapornike. Rdeča armada se je umaknila v Artašat. 
18. februarja 1921 so aktivisti Armenske revolucionarne federacije, ki je vodila vstajo, v svobodnem Erevanu ustanovili osrednjo oblast – Nacionalni reševalni odbor pod vodstvom Simona Vratjana. Istega dne je odbor prek armenske delegacije v Parizu izdal poziv za pomoč zahodnim silam in Društvu narodov, ki pa je ostal brez odgovora. Samo Gruzija, ki se je borila proti boljševikom, je 21. februarja ponovno odprla armensko veleposlaništvo v Tbilisiju, vendar so 25. februarja mesto zavzeli boljševiki. 
Februarja in marca 1921 so se vstajniki močno borili proti Rdeči armadi. 27. februarja so boljševiki napadli Erevan, a so jih uporniki 1. marca uspešno premagali. Po dvotedenskem premoru so boljševiki 16. marca zavzeli Artašat, a so uporniki izvedli protinapad in si pridobili Aštarak. 24. marca so okrepljene boljševiške čete začele ofenzivo, prebile armenski odpor, zavzele Aparan in Kotajk ter se 2. aprila približale Erevanu. Da bi se izognili uničenju prestolnice, so se mu vstajniki brez boja odrekli.  Padec Erevana je pomenil konec vstaje. 
Ostanki uporniških sil, oblasti vstaj in številni civilisti so pobegnili na jug v gorovje Zangezur, še vedno pod oblastjo osamosvojitvenih sil Karekin Njed. 26. aprila je bila v samostanu Tatev razglašena Republika Gorska Armenija – zadnja inkarnacija predsovjetske Armenije. 
Po padcu vstaje so boljševiki pod vplivom armenskega komunista Aleksandra Miasnikijana olajšali pot proti Armencem in Armeniji.